# Vukotići (Zenica)
Pour les articles homonymes, voir Vukotići.
Vukotići (en cyrillique : Вукотићи) est un village de Bosnie-Herzégovine. Il est situé sur le territoire de la ville de Zenica, dans le canton de Zenica-Doboj et dans la fédération de Bosnie-et-Herzégovine. Selon les premiers résultats du recensement bosnien de 2013, il compte 778 habitants.

## Démographie

### Évolution historique de la population dans la localité
| 1948 | 1953 | 1961 | 1971 | 1981 | 1991 | 2013 |
| ---- | ---- | ---- | ---- | ---- | ---- | ---- |
| -    | -    | 350  | 508  | 730  | 806  | 778  |

|  |

### Communauté locale
En 1991, la communauté locale de Vukotići comptait 1 214 habitants, répartis de la manière suivante :